# Kurtis Foster
Kurtis Foster, född 24 november 1981 i Carp, Ontario, är en kanadensisk professionell ishockeyback som spelar för HC Slovan Bratislava i KHL.
Foster valdes av Calgary Flames i andra rundan som 40:e spelare totalt i NHL-draften 2000.

## Spelarkarriär
- Peterborough Petes 1997–2002
- Chicago Wolves 2001–2004
- Atlanta Thrashers 2003–04
- Cincinnati Mighty Ducks 2004–05
- Houston Aeros 2005–06
- Minnesota Wild 2005–2009, 2012–
- Tampa Bay Lightning 2009–10
- Edmonton Oilers 2010–11
- Anaheim Ducks 2011–12
- New Jersey Devils 2011–12